# Don’t Censor Me
Don’t Censor Me — второй студийный альбом американской христианской рок-группы Audio Adrenaline, выпущенный 1 октября 1993 года на лейбле ForeFront Records. В альбом вошла композиция «Big House», которая считается самой популярной песней группы.

## История
По словам участников группы, альбом ориентирован на молодую аудиторию, какой они были в то время. В интервью журналу CCM Magazine в 1996 году они назвали песни «песнями группы поддержки» за их бодрые и весёлые ритмы. В том же интервью группа соглашается, что Don’t Censor Me лучше соответствует стилю и концепции, которую они хотели создать, по сравнению с их первым альбомом, но «он все равно не попал в точку».

## Отзывы
| Оценки критиков     | Оценки критиков |
| Источник            | Оценка          |
| ------------------- | --------------- |
| AllMusic            | [ 4 ]           |
| Jesus Freak Hideout | [ 5 ]           |

Альбом получил положительные отзывы от музыкальных критиков и был хорошо принят публикой, продано более 250 000 копий. Том Грейнджер из AllMusic поставил альбому 3 звезды из 5, назвав его «более попсовым». Пол Портелл из Jesus Freak Hideout поставил альбому 3,5 звезды из 5. Портелл написал, что альбом «демонстрирует растущую зрелость группы как в лирическом, так и в музыкальном плане» и что это «возможно, не лучшая работа Audio Adrenaline, но в то же время это ступенька в духовном и музыкальном росте группы». Портелл также сравнил их стиль с Collective Soul, Maroon 5 и Джоном Майером.
С альбома вышли хитовые синглы «Can’t Take God Away» и «Big House». Последний достиг первого места на христианском радио, и часто считается одним из самых больших хитов в карьере группы. Он получил титул «Песня десятилетия» от журнала CCM Magazine за 1990-е годы.

## Список композиций
Слова и музыка всех песен — Barry Blair, Bob Herdman, Will McGinniss, Mark Stuart, кроме указанных.
| №                   | Название                                                                                          | Длительность |
| ------------------- | ------------------------------------------------------------------------------------------------- | ------------ |
| 1.                  | «Can't Take God Away[a]» (авторы: Toby McKeehan, Todd Collins, Blair, Herdman, Stuart, McGinniss) | 3:59         |
| 2.                  | «A.K.A. Public School»                                                                            | 3:32         |
| 3.                  | «Soulmate[a]»                                                                                     | 3:37         |
| 4.                  | «My World View» (камео Kevin Smith)                                                               | 4:24         |
| 5.                  | «Big House[a]»                                                                                    | 3:33         |
| 6.                  | «Jesus & the California Kid»                                                                      | 2:55         |
| 7.                  | «Don't Censor Me[a]»                                                                              | 3:15         |
| 8.                  | «Let Love»                                                                                        | 4:35         |
| 9.                  | «We're a Band[a]»                                                                                 | 4:02         |
| 10.                 | «Rest Easy[a]»                                                                                    | 4:42         |
| 11.                 | «Scum Sweetheart[a]»                                                                              | 4:09         |
| Общая длительность: | Общая длительность:                                                                               | 42:39        |

a  Живая запись позже появилась на Live Bootleg (1995)

## Участники записи
- Марк Стюарт — вокал
- Барри Блэр — гитара
- Уилл Макгиннисс — бас
- Боб Хердман — клавишные